# Dadá Maravilha
Dario José dos Santos, más conocido como Dadá Maravilha (Río de Janeiro, Brasil, 4 de marzo de 1946), es un exfutbolista brasileño que se desempeñó como centrodelantero.
Es uno de los mayores goleadores históricos del fútbol brasileño con 535 goles anotados, solo superado por Romário con 772 goles, Arthur Friedenreich con 568 y Pelé, con 767 goles.

## Biografía
Nacido en una familia pobre, Dadá comenzó su carrera en 1965, jugando en el equipo de Campo Grande, un club pequeño y modesto, sin gran historia en Río. Su estilo y su talento llamó la atención de un cazatalentos que trabajaba para Atlético Mineiro, un club grande y muy tradicional del estado de Minas Gerais, que lo fichó en 1968. En 1969 su prestigio era tan grande que el entonces presidente brasileño Emílio Garrastazu Médici pidió al entrenador Mário Zagallo llamar a Dadá para integrarse al equipo nacional para la Copa del Mundo de 1970 en México. Fue enviado a la banca durante la mayor parte del torneo, sin embargo. En total vistió la verdeamarelha en 7 oportunidades entre 1970 y 1973.
En 1971, Dadá ayudó al Atlético a conseguir su primer título del Campeonato Brasileño, marcando el único gol en el último partido contra el Botafogo. Él jugó para el Atlético hasta 1973, cuando fue transferido al Flamengo. Tras otro breve paso con el Atlético, jugó para Sport Recife en las temporadas 1974 y 1975, donde ayudó al equipo a ganar el Campeonato estadual Pernambucano.
En 1976, fue contratado por el Internacional de Porto Alegre para lo que fue, en su momento, una de las mayores transacciones en el fútbol brasileño. A diferencia de los grandes jugadores del Internacional en ese momento, como Figueroa, Falcão, Paulo César y Valdomiro, Dadá fue percibido como torpe y lento, pero su gran posicionamiento y acabado lo convirtieron en uno de los mejores delanteros de la historia del club. Fue el máximo goleador del Campeonato Brasileño 1976, anotando 16 goles, entre ellos el primer gol en el último partido contra el Corinthians, que ganó 2-0 Internacional.
Tras un paso por Ponte Preta en 1977, regresó al Atlético Mineiro para las temporadas 1978 y 1979, pero este retorno no fue tan exitoso. De 1979 a 1986, jugó en varios equipos diferentes de menos prestigio como Náutico, Santa Cruz, Bahía y Goiás, poniendo fin a su carrera en el Comercial Esporte Clube, un club del estado de São Paulo.
A lo largo de su carrera, su talento para marcar goles y simpatía con los fanes le valió muchos apodos, entre ellos "Darío Peito-de-ACO" (Darío pecho de Hierro), "Rei Dadá" y "Dadá Beija-Flor". También es conocido por tener muchas frases acuñadas que todavía se recuerdan y se usan por muchos fanes brasileños.

## Selección nacional
Fue internacional con la selección brasileña con la cual fue campeón de la Copa Mundial de Fútbol de 1970, equipo que conformaban entre otros jugadores Pelé, Carlos Alberto, Tostão, Rivelino y Gérson.
| Mundial           | Sede   | Resultado | Partidos | Goles |
| ----------------- | ------ | --------- | -------- | ----- |
| Copa Mundial 1970 | México | Campeón   | 2        | 0     |

## Clubes
| Club             | País   | Año         | Goles |
| ---------------- | ------ | ----------- | ----- |
| Campo Grande-RJ  | Brasil | 1967 - 1968 | 22    |
| Atlético Mineiro | Brasil | 1968 - 1972 | 123   |
| Flamengo         | Brasil | 1973 - 1974 | 34    |
| Atlético Mineiro | Brasil | 1974        | 24    |
| Sport Recife     | Brasil | 1975        | 94    |
| Internacional    | Brasil | 1976 - 1978 | 46    |
| Ponte Preta      | Brasil | 1978        | 18    |
| Atlético Mineiro | Brasil | 1978 - 1980 | 64    |
| Paysandu         | Brasil | 1979        | 26    |
| Bahia            | Brasil | 1981        | 53    |
| Nacional-AM      | Brasil | 1984        | 14    |
| Coritiba         | Brasil | 1984        | 17    |

## Estadísticas
Datos actualizados al fin de la carrera deportiva.
| Campo Grande · Brasil |               |               |     |     |     |     |    |   |   |     |     |      |      |
| 1.ª | 1967          | -             | -   | 17  | 4   | -   | -  | - | - | 17  | 4   | 0.23 |      |
| 1.ª | 1968          | -             | -   | 11  | 5   | -   | -  | - | - | 11  | 5   | 0.23 |      |
| Total club | Total club    | 0             | 0   | 28  | 9   | 0   | 0  | 0 | 0 | 28  | 9   | 0.32 |      |
| Atlético Mineiro · Brasil |               |               |     |     |     |     |    |   |   |     |     |      |      |
| 1.ª | 1968          | 6             | 0   | 9   | 4   | -   | -  | - | - | 15  | 4   | 0.26 |      |
| 1.ª | 1969          | 16            | 11  | 27  | 29  | -   | -  | - | - | 43  | 40  | 0.93 |      |
| 1.ª | 1970          | 16            | 3   | 17  | 16  | -   | -  | - | - | 33  | 19  | 0.58 |      |
| 1.ª | 1971          | 27            | 15  | 12  | 3   | -   | -  | - | - | 39  | 18  | 0.46 |      |
| 1.ª | 1972          | 28            | 17  | 24  | 22  | 5   | 3  | - | - | 57  | 42  | 0.74 |      |
| 1.ª | 1974          | -             | -   | 24  | 24  | -   | -  | - | - | 24  | 23  | 0.95 |      |
| 1.ª | 1978          | -             | -   | 14  | 9   | -   | -  | - | - | 14  | 9   | 0.64 |      |
| Total club | Total club    | 93            | 46  | 127 | 107 | 5   | 3  | 0 | 0 | 225 | 155 | 0.69 |      |
| Flamengo · Brasil |               |               |     |     |     |     |    |   |   |     |     |      |      |
| 1.ª | 1973          | 22            | 6   | 24  | 15  | -   | -  | - | - | 46  | 20  | 0.43 |      |
| 1.ª | 1974          | 9             | 2   | -   | -   | -   | -  | - | - | 9   | 2   | 0.22 |      |
| Total club | Total club    | 31            | 8   | 24  | 15  | 0   | 0  | 0 | 0 | 45  | 22  | 0.48 |      |
| Sport · Brasil |               |               |     |     |     |     |    |   |   |     |     |      |      |
| 1.ª | 1975          | 26            | 12  | 32  | 32  | -   | -  | - | - | 54  | 44  | 0.76 |      |
| 1.ª | 1976          | -             | -   | 19  | 30  | -   | -  | - | - | 19  | 30  | 1.57 |      |
| Total club | Total club    | 26            | 12  | 51  | 62  | 0   | 0  | 0 | 0 | 73  | 74  | 1.01 |      |
| Internacional · Brasil |               |               |     |     |     |     |    |   |   |     |     |      |      |
| 1.ª | 1976          | 21            | 16  | 3   | 3   | -   | -  | - | - | 24  | 19  | 0.79 |      |
| 1.ª | 1977          | -             | -   | 6   | 8   | 5   | 4  | - | - | 11  | 12  | 1.09 |      |
| Total club | Total club    | 21            | 16  | 9   | 11  | 5   | 4  | 0 | 0 | 35  | 31  | 0.88 |      |
| Ponte Preta · Brasil |               |               |     |     |     |     |    |   |   |     |     |      |      |
| 1.ª | 1977          | 11            | 6   | -   | -   | -   | -  | - | - | 11  | 6   | 0.54 |      |
| 1.ª | 1978          | 21            | 11  | 6   | 4   | -   | -  | - | - | 27  | 16  | 0.59 |      |
| Total club | Total club    | 32            | 17  | 6   | 4   | 0   | 0  | 0 | 0 | 38  | 22  | 0.57 |      |
| Paysandu · Brasil |               |               |     |     |     |     |    |   |   |     |     |      |      |
| 1.ª | 1979          | 4             | 1   | 12  | 16  | -   | -  | - | - | 16  | 17  | 1.06 |      |
| Total club | Total club    | 4             | 1   | 12  | 16  | 0   | 0  | 0 | 0 | 16  | 17  | 1.06 |      |
| Náutico · Brasil |               |               |     |     |     |     |    |   |   |     |     |      |      |
| 1.ª | 1980          | 3             | 0   | 30  | 22  | -   | -  | - | - | 33  | 22  | 0.67 |      |
| Total club | Total club    | 3             | 0   | 30  | 22  | 0   | 0  | 0 | 0 | 33  | 22  | 0.67 |      |
| Santa Cruz · Brasil |               |               |     |     |     |     |    |   |   |     |     |      |      |
| 1.ª | 1981          | 13            | 7   | -   | -   | -   | -  | - | - | 13  | 7   | 0.53 |      |
| Total club | Total club    | 13            | 7   | 0   | 0   | 0   | 0  | 0 | 0 | 13  | 7   | 0.53 |      |
| Bahia · Brasil |               |               |     |     |     |     |    |   |   |     |     |      |      |
| 1.ª | 1981          | -             | -   | 26  | 22  | -   | -  | - | - | 26  | 22  | 0.84 |      |
| 1.ª | 1982          | 14            | 8   | 28  | 5   | -   | -  | 3 | 0 | 45  | 13  | 0.28 |      |
| Total club | Total club    | 14            | 8   | 54  | 27  | 0   | 0  | 3 | 0 | 71  | 35  | 0.49 |      |
| Goiás · Brasil |               |               |     |     |     |     |    |   |   |     |     |      |      |
| 1.ª | 1983          | 20            | 4   | 4   | 5   | -   | -  | - |   | 24  | 9   | 0.37 |      |
| Total club | Total club    | 20            | 4   | 4   | 5   | 0   | 0  | 0 | 0 | 24  | 9   | 0.37 |      |
| Coritiba · Brasil |               |               |     |     |     |     |    |   |   |     |     |      |      |
| 1.ª | 1983          | -             | -   | 19  | 5   | -   | -  | - | - | 19  | 5   | 0.26 |      |
| Total club | Total club    | 0             | 0   | 19  | 5   | 0   | 0  | 0 | 0 | 19  | 5   | 0.26 |      |
| América · Brasil |               |               |     |     |     |     |    |   |   |     |     |      |      |
| 1.ª | 1984          | -             | -   | 5   | 3   | -   | -  | - | - | 5   | 6   | 1.20 |      |
| Total club | Total club    | 0             | 0   | 5   | 3   | 0   | 0  | 0 | 0 | 5   | 6   | 1.20 |      |
| Nacional · Brasil |               |               |     |     |     |     |    |   |   |     |     |      |      |
| 1.ª | 1984          | -             | -   | 7   | 11  | -   | -  | - | - | 7   | 11  | 1.57 |      |
| 1.ª | 1985          | 21            | 8   | -   | -   | -   | -  | - | - | 21  | 8   | 0.38 |      |
| Total club | Total club    | 21            | 8   | 7   | 11  | 0   | 0  | 0 | 0 | 28  | 19  | 0.67 |      |
| XV de Novembro · Brasil |               |               |     |     |     |     |    |   |   |     |     |      |      |
| 1.ª | 1985          | -             | -   | 3   | 3   | -   | -  | - | - | 3   | 3   | 1.00 |      |
| Total club | Total club    | 0             | 0   | 3   | 3   | 0   | 0  | 0 | 0 | 3   | 3   | 1.00 |      |
| Total carrera | Total carrera | Total carrera | 278 | 127 | 379 | 300 | 10 | 7 | 3 | 0   | 670 | 436  | 0.65 |
| (1) Incluye datos del Campeonato Carioca, Campeonato Mineiro, Campeonato Pernambucano, Campeonato Paulista, Campeonato Paraense, Campeonato Pernambucano, Campeonato Baiano, Campeonato Goiano, Campeonato Amazonense. (2) Incluye datos de la Copa Libertadores. (3) Incluye datos de la Torneio dos Campeões. (4) No se consideran goles en encuentros amistosos. |               |               |     |     |     |     |    |   |   |     |     |      |      |

### Selección nacional
| Selección       | Año   | Amistoso | Amistoso | Total | Total |
| Selección       | Año   | PJ       | G        | PJ    | G     |
| --------------- | ----- | -------- | -------- | ----- | ----- |
| Brasil · Brasil |       |          |          |       |       |
| 1970            | 1     | 0        | 1        | 0     |       |
| 1972            | 2     | 0        | 2        | 0     |       |
| 1973            | 2     | 0        | 2        | 0     |       |
| Total           | Total | 5        | 0        | 5     | 0     |

## Títulos como jugador
- Selección brasileña de fútbol - Copa del Mundo de 1970

- Campeonato Brasileño de 1971 - Atlético Mineiro
- Campeonato Mineiro 1970 - Atlético Mineiro
- Campeonato Mineiro 1978 - Atlético Mineiro

- Taça Guanabara 1973 - Flamengo
- Campeonato Carioca 1974 - Flamengo

- Campeonato Pernambucano 1975 - Sport Recife

- Campeonato Gaúcho 1976 - Internacional
- Campeonato Brasileño de 1976 - Internacional

- Campeonato Baiano 1981 y 1982 - Bahia

- Campeonato Goiano 1983 - Goiás

- Campeonato Amazonense 1984 - Nacional

## Máximo Goleador en torneos
- 1971 - Campeonato Brasileño - (Atlético Mineiro) - 15 goles.
- 1972 - Campeonato Brasileño - (Atlético Mineiro) - 17 goles.
- 1976 - Campeonato Brasileño - (Internacional) - 16 goles.

- 1969 - Campeonato Mineiro - (Atlético Mineiro) - 29 goles.
- 1970 - Campeonato Mineiro - (Atlético Mineiro) - 16 goles.
- 1972 - Campeonato Mineiro - (Atlético Mineiro) - 22 goles.
- 1973 - Campeonato Carioca - (Flamengo) - 15 goles.
- 1974 - Campeonato Mineiro - (Atlético Mineiro) - 24 goles.
- 1984 - Campeonato Amazonense - (Nacional-AM) - 14 goles.